# Srebrna krila
Srebrna krila (jelentése: Ezüst szárnyak, angol nevük: Silver Wings) egy horvát popzenekar.

## Története
1978-ban alakultak, Zágrábban. Frontemberük Vlado Kalember volt. Első nagy slágerük az Ana, mely még 1978-ban megjelent kislemezen. 1980-ban csatlakozott hozzájuk Mustafa Ismailovski (a Divlje Jagode együttesből). Az együttes tagjai közötti nézeteltérések miatt 1981-ben Adi Karaselimović és Davor Jelavić távozik a csapatból. A rajongók nagy része szerint a Srebrna krila ezután már nem tudta elérni régi sikereit. Vlado Kalember 1987-ben ugyancsak kilépett a zenekarból és szólókarrierbe kezdett. A zenekar 1988-ban – ekkorra már megváltozott felállásban – képviselte Jugoszláviát az 1988-as Eurovíziós Dalfesztiválon. A zenekar még egy évtizedig működött, majd az új frontember, Mustafa Ismailovski halála után (1999) feloszlott.
Napjainkban Vlado Kalember a 4 asa (4 ász) csapat tagja, amelyet ismert zenészek alapítottak. Adi Karaselimović a vendéglátóiparban dolgozik, Fiume központjában van egy étterme az Uski prolaz 1. szám alatt. A neve: Zzar-bar.

## Tagjai
- Vlado Kalember – ének, basszusgitár
- Davorin (Dado) Jelavić – gitár
- Adi Karaselimović – dob
- Dušan (Duško) Mandić – gitár
- Mustafa (Muc) Ismailovski – billentyűs hangszerek (1980-tól)
- Slavko Pintarić-Pišta – dob (1981-től)
- Lidija Asamović – ének (1987-től)

## Albumaik
- Srebrna krila (1979)
- Ja sam samo jedan od mnogih s gitarom (1980)
- Sreo sam ljubav iz prve pjesme (1980)
- Ša-la-la (1981)
- Julija i Romeo (válogatás) (1982)
- Zadnja ploča (1982)
- Silverwings (kanadai kiadás, a Zadnja ploča angol nyelvű változata, 1983)
- Djevuška (1983)
- Uspomene (1984)
- 30 u hladu (1986)
- Mangup (1988)
- Poleti golubice (1988)
- Ljubav je za ljude sve (maxi single) (1995)
- Tamo gdje ljubav stanuje (1996)
- Nebo vidi, nebo zna (1998)